# Pou de neu del Sobirà
El Pou de neu del Sobirà és una obra d'Osor (Selva) inclosa a l'Inventari del Patrimoni Arquitectònic de Catalunya.

## Descripció
El pou està constituït per una cambra cilíndrica semisoterrada i una volta semiesfèrica. Les dimensions del pou són vuit metres de diàmtre per onze metres d'alçada respecte el sol. El pou presenta dues boques a diferents nivells, orientades a nord i a sud.
El pou es tracta d'una construcció massissa, amb paret d'uns 80 centímetres de gruix. Unes parets que tenen com a matèria primera la pedra, combinant els blocs de pedra irregulars, sense desbastar i treballar, les pedres fragmentades i els còdols; tot lligat amb morter de calç.
El pou està completament emboscat i cobert íntegrament per vegetació, cosa que complica extremadament la seva identificació. El pou està ubicat en un terreny irregular de forta pendent.

## Història
El pou de neu és datat entre els segles XVII i XVIII, i és fruit del comerç de neu que es feia aleshores. El origen el pou era propietat del mas el Sobirà. La documentació referent a la cronologia del pou es va perdre en un incendi.